# Димитракиева буна
Димитракиева буна е въстание срещу османската власт в Кулско през 1856 година под влияние на Кримската война (1853 – 1856).
Организатор на въстанието е Димитър Петров (Димитраки Петрович) от Силистра, офицер от Кримската война, награден с Георгиевски кръст за храброст. Щабът на въстанието е в Раковишкия манастир. Във въстанието участват редица известни български поборници, между които и Иван Кулин.
Вместо да окаже предварително обещаната помощ, сръбското правителство уведомява османските власти за заговора. На 18 май събралите се 400 – 500 въстаници (от селата Салаш, Ошане, Праужда, Раковица, Раяновци, Стакевци и др.) са нападнати и разбити. Димитраки Петрович с 30-на четници обикалят Западна Стара планина до края на май 1856 година, като според турски и сръбски документи действията на четата създават сериозни неприятности на османската власт в района.